# Senpai e kōhai
Senpai (先輩? lett. "compagno prima" o "senior", pron. [se̞mpäi]) e kōhai (後輩? lett. "compagno dopo" o "junior") sono termini della lingua giapponese che, in ambito scolastico, vengono a indicare rispettivamente gli studenti più anziani e più giovani. Sono comunque molto utilizzati anche in ambito lavorativo, sportivo o, in generale, all'interno di ogni tipo di gruppo organizzato. Vengono a descrivere un rapporto personale (che può divenire anche molto stretto) che è presente in modo informale in tutte le forme organizzative e associative, club, aziende e scuole in Giappone.
Nelle scuole o nelle aziende giapponesi viene data molta importanza a qualche anno di anzianità in più. "Senpai", infatti, funge da titolo onorifico, con il quale ci si rivolge ad una persona che si è iscritta o è stata assunta prima di noi.
In alcuni casi, soprattutto nell'ambito dei club scolastici, anche un solo anno di differenza nell'iscrizione fa sì che i più giovani debbano mostrare rispetto e ubbidienza verso i più anziani.
Senpai è grosso modo equivalente alla nozione occidentale di mentore, mentre kōhai equivale approssimativamente a colui che si mette sotto l'ala protettiva del più grande: è quindi il pupillo, idealmente il discepolo. Il rapporto che viene a intercorrere tra i due è strettamente interdipendente, l'uno difatti abbisogna reciprocamente dell'altro e ne trae vantaggio (il Senpai ad esempio guadagna valore e stima, potere e senso di responsabilità).
Il concetto si basa eminentemente sulla filosofia giapponese, e ha permeato fin dai tempi antichi l'intera società. Negli ultimi anni, questo tipo di rapporto è diventato piuttosto conosciuto anche in Europa e Nordamerica grazie ad anime e manga, ma anche ai dorama, che trattano di vita scolastica.
Si utilizza generalmente come termine di rispetto verso una persona più anziana o di grado superiore; in rare occasioni una persona più giovane può anche esser considerata Senpai di una più anziana in età, se le circostanze lo richiedono: ad esempio se una persona più grande è entrata in un'organizzazione o società in un momento successivo rispetto a una più giovane.

## Forma concettuale ed origine dei termini
Senpai si riferisce indicativamente a colui che risulta esser più esperto in un certo ambito, che può esser il membro che sta più in alto nella scala gerarchica, per livello di responsabilità ed età: egli offre assistenza, amicizia e consulenza al “novellino” privo ancora del tutto d'esperienza.
Il kōhai deve di conseguenza dimostrar gratitudine, rispetto e, a volte (in certi ambiti) lealtà e fedeltà personale assoluta, al limite dell'idolatria.
Il senpai agisce simultaneamente come amico e tutore, insegnando al neofita quello che più ha necessità di sapere (riguardante i suoi compiti e doveri specifici ad esempio, all'interno della situazione in cui si viene a trovare),  ma anche del comportamento più adeguato e corretto da tenere nelle varie situazioni: è un'autentica forma di disciplina sia esteriore che interiore.
Questa relazione è del tutto simile ai rapporti esistenti nella cultura occidentale tra un “custode” (mentore, tutore) ed il suo assistito, ma con la differenza che l'abbinamento Senpai-Kōhai necessariamente deve operare all'interno d'una stessa organizzazione. Il legame si istituisce e vien determinato dalla data d'entrata in quello specifico gruppo sociale.
L'origine del rapporto sembra risalire agli insegnamenti dati dal confucianesimo e tramandati nelle generazioni; un insieme di dottrine morali e valori etici giunti fino in Giappone dall'antica Cina e subito segnalati come preminenti in vari aspetti della filosofia giapponese. Il rapporto tra Senpai e Kōhai è esclusivamente di tipo gerarchico verticale (come quello che può naturalmente presentarsi tra padre e figlio) e sottolinea il rispetto per l'autorità, l'anzianità e la presenza d'una catena di comando, eliminando qualsiasi tipo di competitività individuale a favore d'un rafforzamento interno dell'unità sociale costituita.
Nel corso del tempo questo meccanismo ha permesso il trasferimento d'esperienza e di saggezza (sia pratica che teoria) e l'espansione delle conoscenze al fine di mantener viva l'arte dell'insegnamento a due. Esso consente anche lo sviluppo d'esperienze proficue tra i due componenti il rapporto: il Kōhai risulta esser beneficiato fin dall'immediato dalla saggezza del più anziano; il Senpai a sua volta vien a far nuova esperienza che lo conduce verso una maturità più adulta, in quanto sviluppa ed accentua il suo senso di responsabilità e dovere protettivo nei confronti di un altro più bisognoso.

## Storia
Il sistema senpai-kōhai è esistito fin dal principio della storia nazionale giapponese, ma soprattutto tre sono stati i fattori che hanno dato un forte impatto a favore del suo sviluppo: l'etica concentrata tutta sulla società che è alla base dell'insegnamento di Confucio, il sistema tradizionale della famiglia giapponese e l'antica legge riguardante il diritto civile.
Il confucianesimo è giunto dalla Cina tra il VI e il IX secolo d.C., ma la linea di pensiero a partire dalla quale derivò un profondo cambiamento nei rapporti interni alla società giapponese è stata quella del neo-confucianesimo, che divenne la dottrina ufficiale dello stato durante lo shogunato Tokugawa (1603-1867).
Il precetto di lealtà e pietà filiale intesa come un tributo e un omaggio (朝貢 chōkō?) domina la vita interna dell'intero Giappone in quel tempo, in quanto il rispetto per gli anziani e per gli antenati che avevano insegnato il confucianesimo cinese accolto poi dai nativi giapponesi è massimo. Queste influenze sono poi trascese anche nella vita quotidiana.
Inoltre, come altre influenze culturali provenienti dalla Cina, vennero poi adattate in modo selettivo per i bisogni interni: per esempio il senso d'equità caratteristico del confucianesimo diviene fedeltà al proprio signore e lealtà nei confronti dell'imperatore.
Il concetto di ie (家?) caratteristico del sistema familiare anche confuciano e governato da rigidi codici di condotta, ha avuto una notevole influenza sulla costituzione del rapporto senpai-kōhai. All'interno d'un tale sistema il padre aveva il potere assoluto per tutto ciò che concerneva l'istituzione familiare. Il padre assume il comando perché è colui ch'è stato a sua volta educato e possiede quindi una superiore saggezza etica; deve poi tramandare tutte le sue conoscenze al figlio maschio primogenito che deve ereditare le proprietà di famiglia.
La riverenza ed umiltà nei confronti dei superiori è considerata una delle massime virtù nella società giapponese e primo esempio di ciò, la moglie e i figli debbono obbedire ai desideri del capofamiglia.
Ultimo tra i fattori che hanno influenzato il sistema vigente senpai-kōhai è stata la vecchia legge civile che governò l'impero a partire dal 1898, che ha rafforzato le antiche regole di privilegio ed il sistema tradizionale familiare, fornendo così una chiara definizione dei valori gerarchici all'interno dei rapporti privati interfamiliari.
Questo è stato conosciuto come Koshusei (戸主制? letteralmente "il sistema del capofamiglia") in cui il capo della casa aveva il diritto di tramandare i propri voleri al figlio maggiore che avrebbe ereditato la sua posizione all'interno della famiglia. Tali tradizioni sono state abolite legalmente a partire dal 1947, tuttavia gli ideali connessi ad esse son stati mantenuti nel corso degli anni seguenti tanto da avere un effetto duraturo sulla mentalità giapponese, influenzandone psicologicamente anche i comportamenti.

## Utilizzo
In una società come quella giapponese, fortemente gerarchica da sempre, ogni rapporto fra persone è inserito in strutture ben definite e rigide. All'interno dell'istituzione scolastica queste strutture sono chiaramente visibili nelle relazioni che esistono fra studenti di età maggiore e studenti di età minore. Le studentesse fanno spesso riferimento a tutti gli studenti senior in generale come senpai.
È poi di uso comune in tutti gli sport, dai club scolastici alle squadre olimpioniche.
Un altro settore della società giapponese governato da questo sistema è quello degli affari.

### All'interno dell'istituzione scolastica

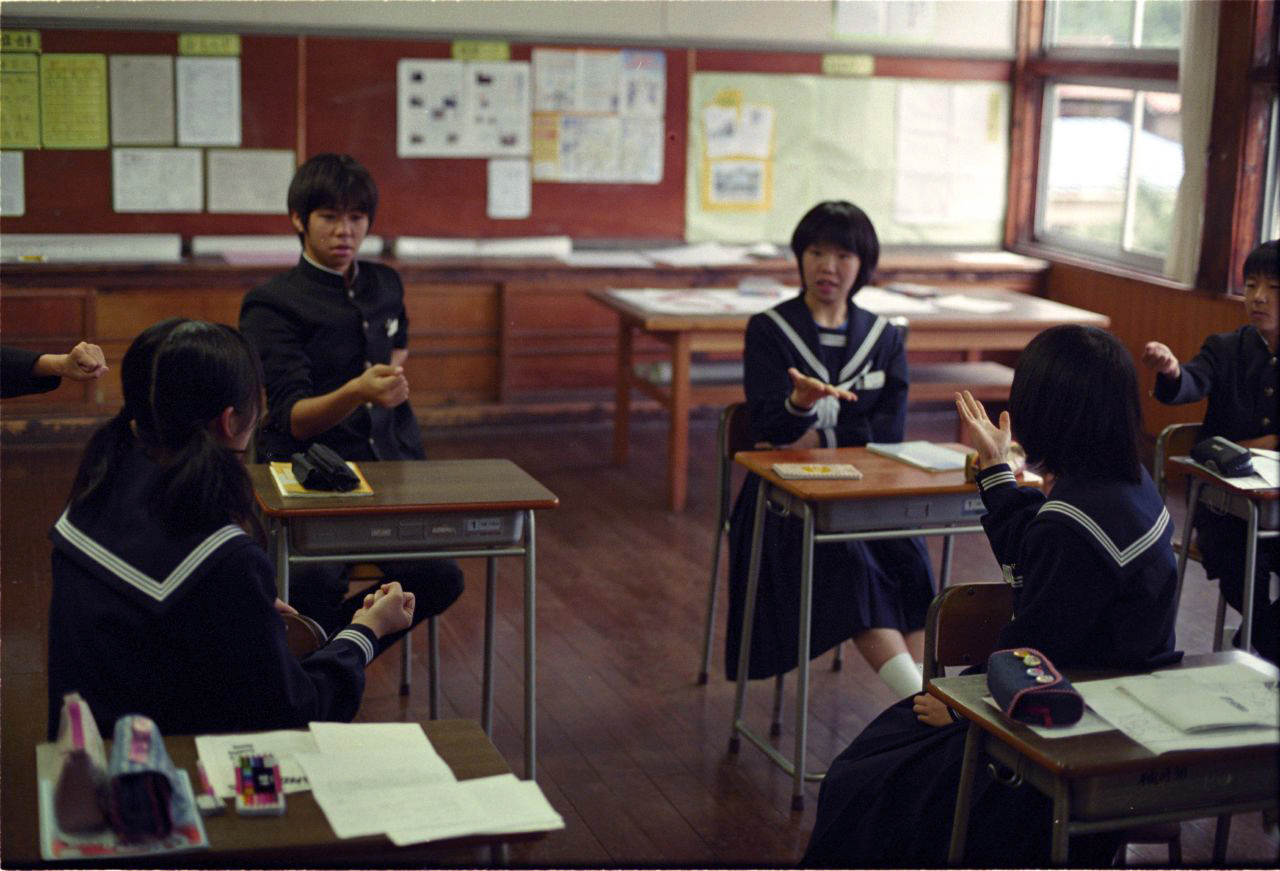
Nelle scuole giapponesi viene instillato fin dalla più tenera età il rapporto senpai-kōhai come parte integrante della vita quotidiana

Ed è propriamente la scuola il luogo in cui il giapponese medio crea il suo primo rapporto Kōhai/Senpai, dove viene applicato nella sua massima estensione e possibilità. Mediamente, il termine Senpai viene associato sempre agli studenti di età maggiore, quindi nell'arco scolastico, un giovane giapponese sarà sempre stato Kōhai, avrà sempre avuto dei Senpai all'inizio dei suoi studi e sarà egli stesso divenuto Senpai con il progredire degli anni, per tutti gli studenti più giovani di lui.
Ad esempio, negli istituti superiori gli studenti considerati veterani mostrano aver un grande potere nella loro qualità di senpai; è comune per il kōhai svolgere vari servizi di assistenza per favorire il suo senpai.
Un tale rapporto è sempre basato sulla fiducia totale che il Kōhai prova nei riguardi del suo o dei suoi Senpai e, anche se a prima vista può non sembrare, tale rapporto implica obblighi da entrambe le parti. Se è pur vero, quindi, che il Kōhai si trova spesso a dover mantenere un comportamento eccessivamente rispettoso, nonché a dover compiere dei veri e propri lavori per il proprio Senpai, è anche vero che è compito del Senpai guidare ed istruire il proprio Kōhai, quasi come se ne fosse il mentore o addirittura un vero e proprio tutor, condividendo con lui l'esperienza acquisita con il trascorrere del tempo: aiutandolo e sostenendolo nelle varie attività sia più prettamente curricolari che extra (diventando a volte un vero e proprio confidente e consigliere "spirituale"), come meglio può.
La separazione media d'età tra un senpai e il suo kōhai è quella intercorrente tra le ultime e le prime classi d'una scuola, quindi al massimo 4-5 anni. Di fatto è sempre il ragazzo più giovane che va a scegliersi tra i più anziani un senpai, tra quelli che a suo vedere e giudizio sono più degni di fiducia e rispetto.
In ambito scolastico si tiene in massimo conto sia l'età e la prestanza fisica che le abilità scolastiche, nella scelta d'un senpai: difatti le regole gerarchiche riguardanti l'anzianità tra senpai e kōhai sono del tutto analoghe al rapporto intercorrente tra sensei ed allievi, in cui il primo dev'esser rispettato sia per la sua età sia per la sua maggior esperienza, e ciò non dovrebbe mai in alcun modo venir messo in discussione.
All'università tuttavia si verificano notevoli cambiamenti nel rapporto, in quanto vi può esser una maggior varietà d'età tra compagni; qui generalmente il sistema s'allenta per lasciar il posto a dei semplici modi educati nei confronti dei più grandi. Qui è piuttosto nel corpo insegnante (v'è una gerarchia verticale rigidissima sulla base del rango accademico e dell'esperienza acquisita) che le regole senpai-kōhai prevalgono, piuttosto che tra gli studenti.

### In ambito sportivo
In ogni club giapponese o scuola sportiva, come può esser ad esempio in una squadra di baseball, il kōhai è di solito chiamato a svolgere varie mansioni di servizio, anche molto umili (cambiar la biancheria, tener pulito e in ordine l'armadietto) per il suo senpai, oltre che mostrar la massima reverenza (salutando, facendo il tifo etc); questo nonostante il fatto che il senpai possa a volte trattar molto severamente il proprio kōhai, fino a giunger ai limiti di un'autentica "prepotenza didattoriale".
Il motivo principale di questo comportamento è il fatto che un nuovo membro può diventar un buon giocatore solo se lui inizia prendendo una posizione sottomessa, che educa pertanto all'autodisciplina interiore; obbedendo e seguendo gli ordini del proprio allenatore o capitano, e solo in tal maniera che può sperar in futuro di divenire responsabile e cooperativo.
Al kōhai non viene permesso di praticare attivamente lo sport fino a quando non diventa egli stesso senpai.

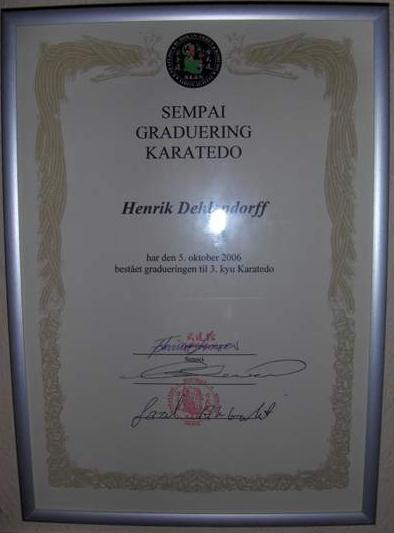
Diploma di laurea di un Kyu al rango di Senpai in una scuola di Karate

Al di fuori del Giappone poi il rapporto maestro-discepolo rientra solo all'interno dell'insegnamento delle arti marziali. La conoscenza tecnica e gli standard etici e morali delle arti marziali giapponesi son riunite nel concetto di budō (武道?) il quale si applica sia alle arti marziali tradizionali (quindi jūjutsu, kenjutsu, iaidō etc) allo stesso modo che alle più moderne (judo, karate, kendō, aikidō).
In queste ultime si applica con la più grande attenzione la graduatoria per anzianità ed esperienza, attraverso l'uso d'un differente colore nella cintura che viene utilizzata: il colore in tal caso indica il grado (il massimo è quello di "cintura nera"). Gl'intervalli di colore esistenti nelle arti marziali sono detti Kyu (級?), utilizzato per i ranghi inferiori, e dan (段?)  usato per differenziare le specificità esistenti all'interno del grado di cintura nera.
Il termine senpai allora si può riferire genericamente a praticanti di livello senior che detengono un più basso grado di cintura nera: essi son tenuti ad assistere il sensei nel suo insegnamento rivolto agli studenti più giovani e meno esperti, i vari kōhai.
Tra i Kyu-kōhai e i dan-senpai deve prevaler sempre un codice di condotta in cui il primo deve dimostrar rispetto e diligenza nei confronti del secondo. È sommamente importante seguir un percorso di saggezza, giustizia, verità ed impegno, e prima le si ottiene e prima il kyu può diventare membro effettivo dell'arte; mentre per il dan è un dovere assoluto quello d'insegnare con pazienza e dedizione.

### Nel mondo lavorativo
L'ambiente sociale all'interno delle imprese/aziende è disciplinato da due norme inderogabili, il sistema d'anzianità e quello di lavoro a tempo indeterminato: in tutti i settori statali lo stipendio e la posizione del lavoratore sono altamente dipendenti dall'età, pertanto i più anziani si trovano generalmente a stare nelle posizioni più elevate e ricevere quindi anche una paga più sostanziosa dei loro subordinati. Il luogo di lavoro diventa una seconda famiglia, se non addirittura più importante della propria stessa famiglia.
Il rapporto senpai-kōhai è una pietra miliare nelle relazioni umane all'interno del mondo degli affari; ad esempio durante le riunioni importanti il dipendente di livello inferiore si deve sedere sulla sedia più vicina alla porta ed è noto come shimoza (下座? letteralmente sede inferiore) mentre il più anziano è seduto vicino ad un ospite importante in una posizione denominata kamiza (上座?  letteralmente posto d'onore). Durante questi incontri la maggior parte dei dipendenti non è chiamata ad esprimere un parere, ma solamente a dare il proprio assenso alle proposte dei superiori (creando così una sorta di complicità tra il kōhai ed il suo senpai): possono esprimere proprie opinioni solo dopo averne ottenuto il consenso da parte dei più anziani ed influenti all'interno del gruppo.

### Nella cultura di massa
I riferimenti culturali al rapporto senpai-kōhai sono presenti in moltissime produzioni artistiche giapponesi, quali romanzi, serie televisive (in special modo i dorama scolastici), ed in forma massiccia in manga ed anime.
Fuori dal Giappone, il romanzo Rising Sun scritto da Michael Crichton nel 1992, descrive un rapporto senpai-kōhai tra i due personaggi principali della storia: adattato come film l'anno successivo, viene interpretato da Sean Connery e Wesley Snipes.

## Problematiche correlate
Anche se profondamente radicato nella società, negli ultimi anni ci sono stati cambiamenti all'interno delle organizzazioni scolastiche e aziendali riguardo al rapporto senpai-kōhai: i giovani non sembrano non mostrare più molto rispetto nei confronti degli anziani, nonostante la loro maggiore esperienza.
Di conseguenza anche il rapporto senpai-kōhai si è fatto più superficiale, il fattore-età ha cominciato a perdere la sua importanza; ma un cambio di mentalità è stato causato anche dal numero sempre maggiore di studenti che vanno a studiare all'estero in paesi occidentali e vi rimangono per anni, assimilando così sempre più il modo europeo o americano rispetto a quello gerarchico tradizionale giapponese.
Ma il crollo del vecchio sistema di gerarchia è stato molto più veloce all'interno del mondo lavorativo, dove la crisi economica degli anni '90 ha causato un alto livello di disoccupazione, includendo anche il licenziamento improvviso di dipendenti d'alto rango. Da allora le aziende hanno cominciato a considerare in primo luogo le competenze dei dipendenti piuttosto che l'età o il rispetto sociale; infine molte società hanno dovuto ristrutturare quasi da zero il proprio sistema di promozioni e stipendi, cosicché s'è generata una perdita d'influenza da parte dei più anziani all'interno della gerarchia sociale.